# بيسوايتي ساها
بيسوايتي ساها (15 ديسمبر 1987 بكلكتا في الهند - ) هو لاعب كرة قدم هندي في مركز الظهير. لعب مع سبورتينغ غوا ونادي سالغاوكار ونادي موهون باغان وأتلتيكو كلكتا وEagles FC ‏ وGeorge Telegraph SC ‏.